# Degré Bloom
Pour les articles homonymes, voir Bloom.
Le degré Bloom ou indice de Bloom est un chiffre qui exprime la force ou résistance à l'enfoncement d'une gelée, d'un gel ou d'une solution de gélatine. Il a été formulé par Oscar T. Bloom, inventeur du « gelomètre » en 1925.

## Caractéristiques
Il mesure la force à appliquer à un cylindre de 12,5 mm de diamètre pour qu'il s'enfonce de 4 mm dans une solution concentrée à 6,67 % dans l'eau pure, et stockée à 10 °C pendant 16 à 18 heures. Si la force à appliquer est de 1 N, le degré Bloom est de 1000. Les produits du commerce destinés à fabriquer de la gelée reconstituée indiquent cet indice, qui est compris entre 50 et 300. À bloom inégal, il est nécessaire d'ajouter une proportion d'eau variable pour obtenir une force équivalente. Ainsi 12 g de gélatine à 200 blooms équivalent à 13 à 14 g de gélatine à 130 blooms.

## Facteurs influençant le degré Bloom
Le degré Bloom d'une solution de gélatine est d'autant plus élevé que celle-ci a été obtenue à faible température. Son point de fusion est lui aussi plus élevé. L'ajout de « plastifiants » à base de composés hydroxylés de type sorbitol ou autres polyols augmente la résistance à l'eau d'un film de gélatine, tout en diminuant sa force cohésive.